# Municipio de Marquette (condado de Marquette)
El municipio de Marquette (en inglés, Marquette Charter Township) es una subdivisión administrativa del condado de Marquette, Míchigan, Estados Unidos. Según el censo de 2020, tiene una población de 4 140 habitantes.
Un charter township es una forma de gobierno local en el estado de Míchigan. Los townships en Míchigan son gobiernos organizados. A un charter township se le ha otorgado un charter (una especie de estatuto), que implica ciertos derechos y responsabilidades de administración que están en un punto intermedio entre una ciudad (una jurisdicción semiautónoma en Michigan) y una villa.

## Geografía
Está ubicado en las coordenadas 46°36′11″N 87°30′54″O / 46.60306, -87.51500. Según la Oficina del Censo de los Estados Unidos, tiene una superficie total de 157.6 km², de la cual 143.4 km² corresponden a tierra firme y 14.2 km² es agua.

## Demografía
Según el censo de 2020, hay 4 140 personas residiendo en la zona. La densidad de población es de 28.9 hab./km². El 88.96 % son blancos, el 0.58 % son afroamericanos, el 2.27 % son amerindios, el 1.14 % son asiáticos, el 0.63 % son de otras razas y el 6.43 % son de una mezcla de razas. Del total de la población, el 1.14 % son hispanos o latinos de cualquier raza.